# Пешо Шиновски
Пешо Нинов Шиновски е български офицер, генерал-майор.

## Биография
Роден е на 8 март 1911 във врачанското село Койнаре. От 1927 до 1931 г. учи в средно търговско училище в Свищов. Между юли 1931 и март 1933 г. е в родното си село, където създава организация на РМС, на която става секретар. От март 1933 до октомври 1934 г. учи в Школата за запасни офицери. Изпратен е на стаж в осми пехотен приморски полк. От 1931 е член на РМС, а от 1936 и на БКП. От октомври 1934 до април 1935 г. работи в стопанството на баща си и като магазинер в търговско предприятие на гара Голтъпан, Видинско (април 1935-юли 1936). След това до 1941 г. е счетоводител в Популярна банка в родното си село. Междувременно е мобилизиран два пъти – първия път в тридесет и пети пехотен врачански полк (януари-февруари 1940) и втория на турската граница (ноември 1940-януари 1941). Ръководител е на РМС в родното си село. Завършва задочно висше образование по финансови и икономически науки в Свободния университет в София (днес УНСС). От април до юни 1941 г. е мобилизиран в тридесет и пети пехотен врачански полк, дислоциран в Прилеп. През ноември и декември на същата година служи в главния армейски склад в Стара Загора. Между януари и юни 1942 г. е в шести граничен участък-Видин и в село Константиново на турската граница. По това време набира партизани в района. През април 1944 година се включва в Съпротивителното движение през Втората световна война и става партизанин в партизански отряд „Дядо Вълко“. Отделно е началник-щаб на Червенобрежкия район. От юли 1944 г. е временно командир на отряда.
На 1 октомври 1944 година е назначен за инструктор в четвърта армия и служи като помощник-командир на инженерно-свързочния отдел към армията с чин капитан. Между януари и март 1945 г. е секретар на първичната организация на БКП в Койнаре. От март 1945 до юли 1947 г. е командир на пехотна дружина и за 7 месеца е началник-щаб на четвърти пехотен плевенски полк. От юли до декември 1947 г. е комендант на Министерството на отбраната. Между януари и август 1948 г. е началник на Строевото отделение при Генералния щаб на армията. В периода август 1948-юли 1950 г. е началник на отделение „Повишение и награди“ при отдел „Кадри“ на Министерството на отбраната. От юли до ноември 1950 г. е временен началник на отдел „Кадри“. През 1951 г. завършва Военната академия в София. Между 11 юни 1951 и януари 1955 г. е командир на Противовъздушната отбрана на България. След това е заместник-командир на ПВО за страната до декември 1956 г. През декември 1959 г. за кратко е помощник-командващ на ПВО и ВВС. В периода декември 1956 – октомври 1957 г. завършва курс за подготовка на командири и началник-щабове на зенитни полкове в СССР. През ноември 1957 г. започва да учи във Висшата военна академия „Климент Ворошилов“, СССР. От 1950 г. е полковник, а от 19 септември 1959 г. е генерал-майор.
За активното му участие в борбата против капитализма и фашизма и за доблестната му служба в Българската народна армия той е награден с ордените „За народна свобода“, „Девети септември 1944 година“ — III степен, „Народна република България“ — III степен. „Червено знаме“ и други държавни и военни отличия.
Умира на 10 февруари 1984 г

## Образование
- Средно търговско училище, Свищов (1927 – 1931)
- Школа за запасни офицери (март 1933 – октомври 1934)
- Свободен университет, София, финансови и икономически науки (1940 – 1944)
- Военна академия „Г.С.Раковски“ (1 ноември 1950 – 1 май 1951)
- Курс за подготовка на командири и началник-щабове на зенитни полкове, СССР (декември 1956 – октомври 1957)
- Военна академия при Генералния щаб на СССР „Климент Ворошилов“ (ноември 1957 – ?)